# Jürgen Fehling

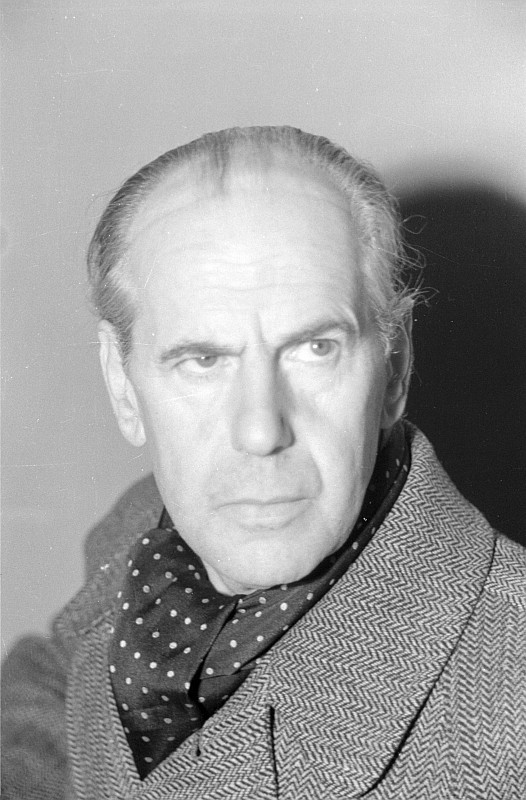
Jürgen Fehling, Foto: Abraham Pisarek, Deutsche Fotothek, 1945

Jürgen Karl Geibel Fehling (* 1. März 1885 in Lübeck; † 14. Juni 1968 in Hamburg) war ein deutscher Theaterregisseur und Schauspieler.

## Leben
Jürgen Fehling stammte aus einer der angesehensten Familien der Hansestadt Lübeck. Sein Vater war der Bürgermeister Emil Ferdinand Fehling, sein Großvater mütterlicherseits der Dichter Emanuel Geibel. Einige Fehlings dienten unter dem Familiennamen Hagenström als Vorbilder für Figuren des Romans Buddenbrooks von Thomas Mann. Der Lübecker Senator und Bürgermeister Hermann Eschenburg war sein Schwager.

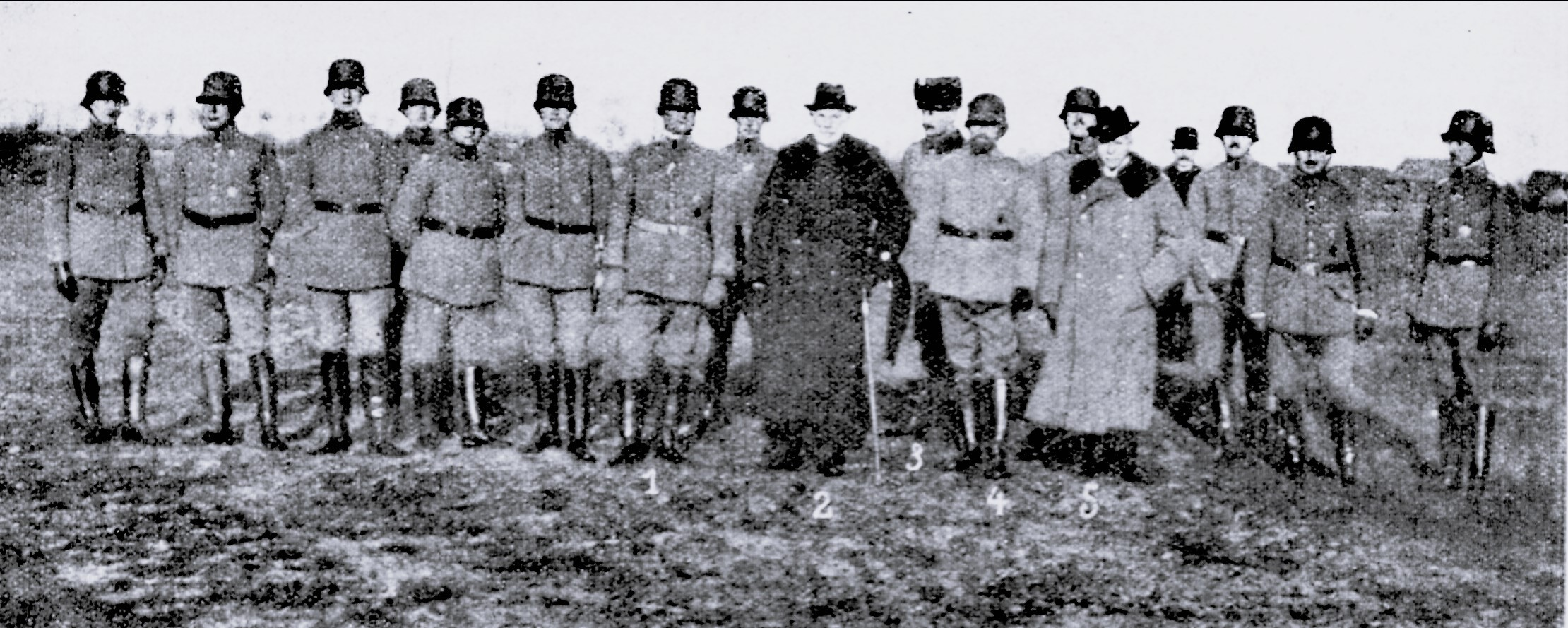
J. G. Eschenburg (9) zu Besuch beim Regiment im November 1916, Rittmeister Fehling (10)

Bevor Jürgen Fehling zum Theater kam, studierte er nach dem Abitur am Katharineum zu Lübeck Ostern 1903 von 1903 bis 1908 Theologie und Jura in Berlin. 1909 nahm er Schauspielunterricht bei Paul Wegener und Friedrich Kayßler. 1910 debütierte er als Schauspieler im Theater am Nollendorfplatz in Berlin. Es folgten Engagements an der Neuen Freien Volksbühne (1912), an der Volksbühne Wien (1913/14) und an den Wiener Kammerspielen (1916 bis 1918).
Nach dem Ersten Weltkrieg, den der Rittmeister d. R. im Dienst des vaterstädtischen Infanterie-Regiments „Lübeck“ verbrachte, kehrte er nach Berlin zurück und war von 1918 bis 1922 an der Volksbühne am Bülowplatz engagiert. 1919 gab er hier mit seiner Lebensgefährtin Lucie Mannheim in der Hauptrolle sein Regiedebüt Die Heirat von Nikolai Gogol. 1922 holte Leopold Jessner Fehling und Mannheim ans Preußische Staatstheater Berlin. Im Jahr 1929 wurde Jürgen Fehling zum Vorstandsmitglied der neu gegründeten Vereinigung Berliner Bühnenkünstler gewählt. Fehling inszenierte hier bis 1944 mehr als 100 Stücke und etablierte sich als einer der bedeutenden Regisseure des deutschen Theaters.
In der Zeit des Nationalsozialismus stand Fehling auf der „Gottbegnadeten-Liste“ („Führerliste“) der wichtigsten Künstler des NS-Staates. 1935 inszenierte er das Stück Thomas Paine des „Nazi-Barden“ Hanns Johst (Aufführung in Anwesenheit von Hermann Göring und Joseph Goebbels).

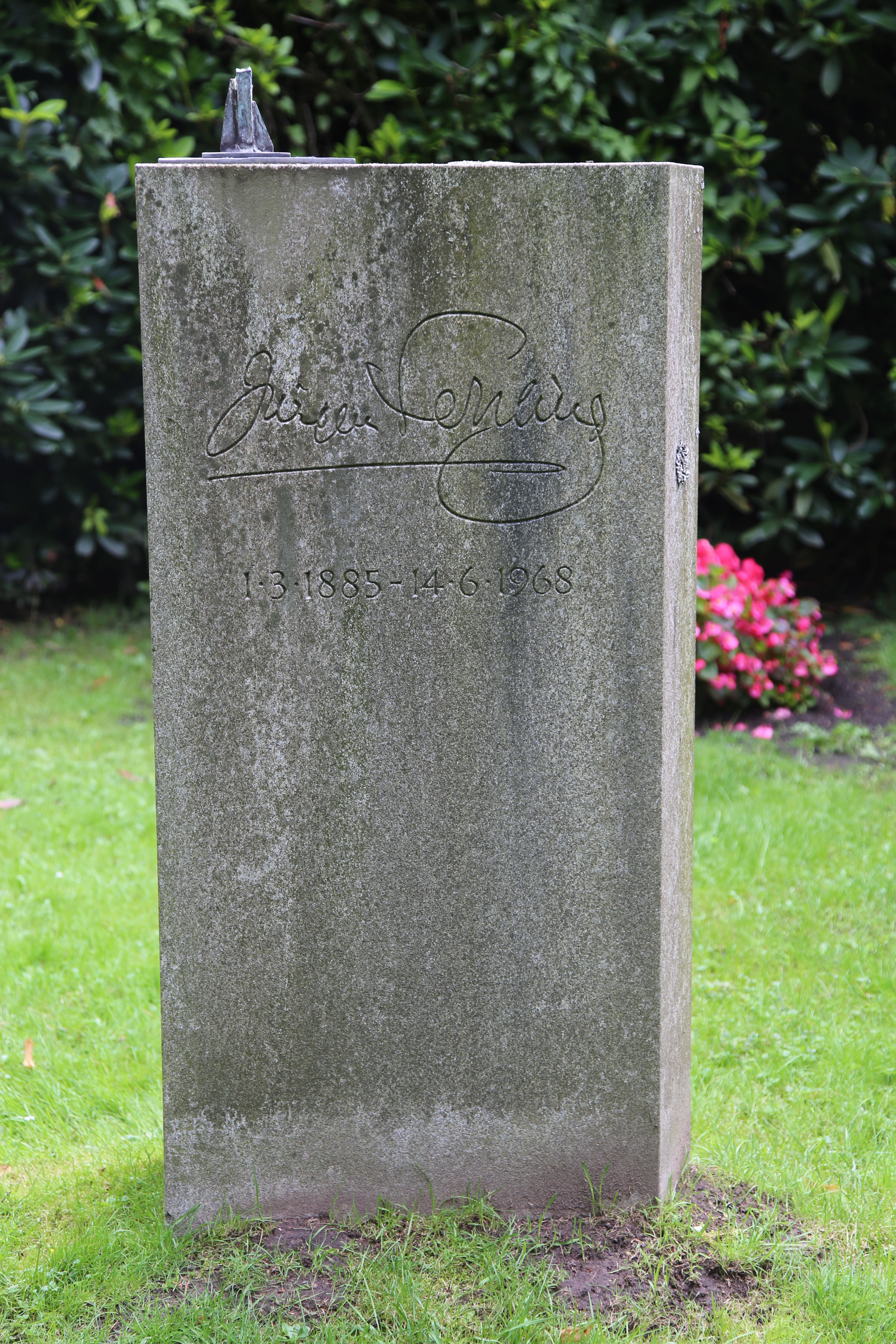
Grabstein von Jürgen Fehling auf dem Friedhof Ohlsdorf

Nach dem Krieg gründete Fehling 1945 die Jürgen-Fehling-Theater-Gesellschaft und präsentierte im Oktober 1945 in einem Kino in Berlin-Zehlendorf Goethes „Urfaust“. Dauerhaft in einem Theater Fuß zu fassen, gelang ihm nicht mehr, und er löste seine Theatergesellschaft nach nur zwei Produktionen bereits 1946 auf. Nachdem er 1948 mit einer Inszenierung von Die Fliegen einen großen Erfolg am Berliner Hebbel-Theater gefeiert hatte, versuchte er vergeblich, die Direktion des Hauses zu übernehmen. Mit seiner neuen Lebensgefährtin, der Schauspielerin Joana Maria Gorvin, siedelte er nach München und später nach Hamburg über.
Seine letzte Premiere fand am 27. September 1952 im Berliner Schillertheater statt: Friedrich Schillers Maria Stuart mit Gorvin in der Titelrolle und Elisabeth Flickenschildt als Elisabeth. Weitere Inszenierungsprojekte scheiterten 1953 in Frankfurt und 1959 in München.
Jürgen Fehling litt unter einer manisch-depressiven Erkrankung und befand sich bis zu seinem Tod in klinischer Behandlung. Er wurde in Hamburg auf dem Friedhof Ohlsdorf in unmittelbarer Nähe von Ida Ehre und Gustaf Gründgens beigesetzt.

## Ehrung
- 1956 Schillerpreis der Stadt Mannheim

## Inszenierungen
- 1921 – Ernst Toller: Masse Mensch. Ein Stück aus der sozialen Revolution des 20. Jahrhunderts, in 7 Bildern. Volksbühne am Bülowplatz, Premiere: 11. Oktober 1921. Mit Mary Dietrich (Sonja Irene L.), Heinz Bernecker (Der Beamte, ihr Mann / Der Schreiber), Hanns Neußing (Der Offizier), Christian Bemmerstedt (Der Priester), Lilli Schoenborn (1. Gefangene), Hertha Wolff (2. Gefangene), Ferdinand Asper (Der Namenlose), Johanna Koch-Bauer, Leonie Vogel, Dora Gerson (Arbeiterinnen), Ferdinand Steinhofer, Heinz Hilpert, William Huch, Hans Schultze, Veit Harlan, Walter Buhse (Arbeiter), Josef Bunzl (Der Begleiter), Hermann Hellweger (1. Bankier), Heinz Hilpert (2. Bankier), Richard Leopold (3. Bankier), Edgar Klitsch (4. Bankier), Hans Halden (Der zum Tode Verurteilte). Bühnenbilder und Kostüme: Hans Strohbach. Musik: Heinz Tiessen. Musikalische Leitung: Wolfgang Zeller
- 1922 – Heinrich von Kleist: Das Käthchen von Heilbronn. Mit Lucie Mannheim als Käthchen
- 1923 – Ernst Barlach: Der arme Vetter. Drama in 12 Bildern. Preußisches Staatstheater Berlin, Schauspielhaus. Premiere: 23. Mai 1923. Mit Johanna Hofer (Fräulein Isenbarn), Heinrich George (Siebenmark), Erwin Kalser (Hans Iver), Ernst Legal (Voß), Ernst Gronau (Engholm), Elsa Wagner (Frau Keferstein), Albert Florath (Schiffer Bolz), Karl Eichholz (Griewank), Heinrich Witte (Jan, Wirt), Alexandra Schmitt (Thinka, Wirtin), Hanna Hoff (Stine), Edgar Klitsch („Frau Venus“), Otto Mannstaedt (Kapitän Pickenpack), Walter Werner (Sieg, Zollwächter), Hermann Rabens, Hans Eggarter, Hanskarl Magnus (Drei Jünglinge), Willi Brose, Karl Uhlig, Hans Hohenstein, Alfred Angermann (Gäste). Bühnenbild: Rochus Gliese
- 1925 – Ernst Barlach: Die Sündflut. Drama in 11 Bildern. Preußisches Staatstheater Berlin, Schauspielhaus. Premiere: 4. April 1925. Mit Heinrich George (Noah), Elsa Wagner (Ahire, seine Frau), Leo Reuss (Sem), Ernst Keppler (Ham), Veit Harlan (Japhet), Albert Steinrück (Calan), Heinrich Witte (Chus, ein Knecht), Fritz Valk (Ein vornehmer Reisender / Ein Bettler), Carl Ebert, Hermann Rabens (Zwei Engel), Lucie Mannheim (Awah), Alexander Granach (Ein buckeliger Aussätziger), Erich Dunskus, Edgar Klitsch, Willi Brose (Drei Nachbarn), Rudolf Fernau (Ein junger Hirt). Bühnenbild: Rochus Gliese
- 1926 – Anton Tschechow: Drei Schwestern. Mit Lucie Höflich
- 1928 – Johann Wolfgang von Goethe: Clavigo. Mit Lothar Müthel in der Titelrolle
- 1930 – Henrik Ibsen: Nora oder Ein Puppenheim. Mit Lucie Mannheim als Nora
- 1930 – Ernst Barlach: Der blaue Boll. Drama in 7 Bildern. Preußisches Staatstheater Berlin, Schauspielhaus. Premiere: 6. Dezember 1930. Mit Heinrich George (Gutsbesitzer Boll), Helene Fehdmer (Seine Frau), Margarete Melzer (Grete Grüntal), Veit Harlan (Ihr Mann), Albert Florath (Otto Prunkhorst), Walter Werner (Schuster Holtfreter), Franz Weber (Uhrmacher Virgin), Hans Leibelt (Bürgermeister), Carlheinz Carell (Elias), Alexandra Schmitt (Seine Frau Doris), Jürgen Fehling (Ein Herr), Margarete Schön (Frau Unk), Martin Hartwig (Kutscher Saugwurm), Leopold von Ledebur, Arthur Menzel, Manfred Frömchen (Drei Tote), Heinrich Witte (Wehdig), Bernhard Hempel (Pipelow), Ernst Keppler, Alexander Kökert, Reinhold Köstlin, ## Koch, Hans Hohenstein (Gäste). Bühnenbild: Rochus Gliese
- 1932 – Friedrich Schiller: Wilhelm Tell. Mit Werner Krauß als Tell und Bernhard Minetti als Geßler
- 1932 – Jacques Offenbach: Die Prinzessin von Trapezunt. Städtische Oper Berlin. Mit Ernst Gronau, Frigga Braut, Eduard Kandl, Friedel Schuster, Irene Eisinger, Wilhelm Gombert, Josef Burgwinkel, Anny Friend
- 1933 – Richard Wagner: Tannhäuser und der Sängerkrieg auf Wartburg. Dirigent: Otto Klemperer, Staatsoper Berlin
- 1935 – Nikolai Gogol: Der Revisor. Mit Bernhard Minetti als Chlestakow
- 1936 – Christian Dietrich Grabbe: Don Juan und Faust. Mit Gustaf Gründgens als Don Juan, Käthe Dorsch als Donna Anna und Eugen Klöpfer als Faust
- 1937 – William Shakespeare: Richard III. Mit Werner Krauß als Richard (mit Klumpfuß, was als Anspielung auf Goebbels gedeutet wurde) und Bernhard Minetti als Buckingham
- 1938 – Friedrich Hebbel: Maria Magdalena. Mit Käthe Gold als Klara

## Erinnerung
Zur Erinnerung an Jürgen Fehling vergibt die Gesellschaft der Theaterfreunde Lübeck seit 2000 alle zwei Jahre den Jürgen-Fehling-Preis, alternierend an ein Mitglied des Opern- und ein Mitglied des Schauspiel-Ensembles des Theater Lübeck.